# میناموتو نو ماسانوبو
میناموتو نو ماسانوبو (به ژاپنی: 源 雅信 Minamoto no Masanobu); ۱ ژانویهٔ ۰۹۲۰ – ۱۹ اوت ۰۹۹۳) از اشراف درباری کوگیو، سادایجین (وزیر چپ) اهل ژاپن بود. سومین پسر شاهزاده آتسومی و نوه امپراتور اودا در دوره هی‌آن بود. او پدر میناموتو نو رینشی همسر اصلی فوجیوارا نو میچیناگا بود.